# Untamed Youth (1957)
Untamed Youth is een Amerikaanse film uit 1957. De film werd geregisseerd door Howard W. Koch. Hoofdrollen werden vertolkt door Mamie Van Doren, Lori Nelson en John Russell.

## Verhaal
De zussen Jane en Penny Lowe proberen al liftend naar Los Angeles te reizen. Ze worden hiervoor echter gearresteerd in een tussenliggend plaatsje. De zussen krijgen als straf 30 dagen dwangarbeid op een van de boerderijen.
Al snel ontdekken de twee dat de rechter samenspant met de agricultuurmagnaat Tropp. Ze veroordeelt alle gevangenen tot dwangarbeid zodat Tropp aan goedkope werkkrachten kan komen. Daardoor kan hij veel goedkoper produceren dan zijn concurrenten. De gevangenen worden slecht behandeld.
De zoon van de rechter krijgt een relatie met Jane. Met zijn drieën beramen ze een plan om aan de corruptie een einde te maken.

## Rolverdeling
| Acteur          | Personage                  |
| --------------- | -------------------------- |
| Mamie Van Doren | Penny Lowe                 |
| Lori Nelson     | Jane Lowe                  |
| John Russell    | Russ Tropp                 |
| Don Burnett     | Bob Steele                 |
| Glenn Dixon     | Jack Landis                |
| Lurene Tuttle   | Judge Cecilia Steele Tropp |
| Yvonne Lime     | Baby                       |
| Jeanne Carmen   | Lillibet                   |
| Robert Foulk    | Sheriff Mitch Bowers       |
| Wayne Taylor    | Duke                       |

## Achtergrond
De film werd bespot in de televisieserie Mystery Science Theater 3000.